# فيكتوريا لارير
فيكتوريا لارير (بالفرنسية: Victoria Larrière)‏ مواليد 2 مايو 1991 في فرنسا، هي لاعبة كرة مضرب فرنسية تلعب باليد اليمنى. أعلى تصنيف لها في الفردي كان المركز الـ 172 في سنة 2012. أعلى تصنيف لها في الزوجي كان المركز الـ 233 في سنة 2012.

## روابط خارجية
- فيكتوريا لارير على موقع رابطة محترفات التنس (الإنجليزية)
- فيكتوريا لارير على موقع الاتحاد الدولي لكرة المضرب (الإنجليزية)
- فيكتوريا لارير على موقع خلاصة التنس.كوم (الإنجليزية)